# Старобільська районна бібліотека для дітей
Старобільська районна бібліотека для дітей - структурний підрозділ Старобільської централізованої бібліотечної системи.
Обслуговує дітей, підлітків і організаторів дитячого читання. Бібліотека щорічно обслуговує 2,5 тис. користувачів.

## Структурні підрозділи
•	Відділ обслуговування дошкільників та учнів 1-4 класів.
•	Відділ обслуговування учнів 5-9кл та керівників дитячого читання.
•	Читальний зал

## Коротка історія
Старобільська дитяча бібліотека (згодом районна  бібліотека для дітей) була відокремлена  від центральної бібліотеки м.Старобільська в 30-ті роки ХХ ст. Штат бібліотеки складався із 7 осіб.За свідченнями ветеранів бібліотеки існувало два читальних зала  «шумный» и «тихий». В «шумном» стояло піаніно і проводились різноманітні заходи з музичним оформленням. Ну а «тихий» був традиційним читальним залом.
В післявоєнні роки дитяча бібліотека відновила свою роботу  1946р. Налагоджується робота по обслуговуванню дітей,  розвивається нестаціонарне обслуговування: перші пересувки до піонерських таборів та читальня у парку відпочинку.
За 15 повоєнних років дитяча бібліотека переїздила чотири рази.Останній раз – на вулицю Урицького,6( зараз І.Світличного), де знаходиться і зараз.
50-60 роки активно поповнюється кижковий фонд бібліотеки та збільшується кількість читачів.

## Сучасність
Головним завдання бібліотеки є виховання у дітей інформаційної культури читання, любові до книги.,принципово значущим напрямком роботи є доступ до інформації та знань.
Бібліотека проводить різноманітні заходи: презентації, літературно-народознавчі години, правові, морально-етичні, краєзнавчі години, години пам’яті та спілкування, круглі столи, ярмарки, конкурси, турніри, вікторини, інтелектуальні ігри, ігрові  шоу, коментовані голосні читання, майстер-класи, конкурси дитячої творчості, виставки творчих робіт тощо.
З відкриттям інтернет-центру проводяться електронні презентації, віртуальні мандрівки, подорожі, аудіо вікторини, мультшоу та інші.